# ليتل روك (أركنساس)

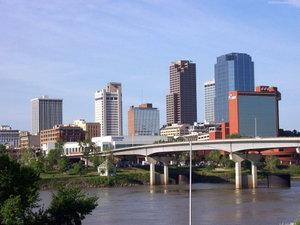

ليتل روك (بالإنجليزية: Little Rock)‏ هي عاصمة ولاية أركنساس الأمريكية وأكبر مدنها من حيث السكان. وهي أيضا مركز مقاطعة بولاسكي. تأسست في 7 نوفمبر 1831، على الضفة الجنوبية لنهر أركنساس بالقرب من المركز الجغرافي للولاية. واستمدت المدينة اسمها من تشكيل صخري على طول النهر، وسماه الفرنسيون «لو بيتي روشيه» في عشرينات القرن الثامن عشر. تم نقل عاصمة إقليم أركنساس من أركنساس بوست إلى ليتل روك في 1821. بلغ عدد سكان المدينة 193,524 في تعداد عام 2010. وتحتل منطقة ليتل روك-نورث ليتل روك كونواي العمرانية الإحصائية المرتبة 75 من حيث عدد السكان في الولايات المتحدة بما مجموعه 724,385 نسمة وفقا لتقديرات عام 2013 من قبل مكتب تعداد الولايات المتحدة.
ليتل روك هي المركز الثقافي والاقتصادي والحكومي في الولاية وفي الجنوب. وتوجد العديد من المؤسسات الثقافية في ليتل روك، مثل مركز أركنساس للفنون، ومسرح أركنساس ريبرتوري، وأوركسترا أركنساس السمفونية، بالإضافة إلى التنزه وركوب القوارب وغيرها من النشاطات الترفيهية في الهواء الطلق. يظهر تاريخ ليتل روك من خلال المتاحف التاريخية والمناطق أو الأحياء التاريخية مثل حي كواباو، والمواقع التاريخية مثل مدرسة ليتل روك المركزية. والمدينة هي المقر الرئيسي لشركة ديلاردز، ويندستريم كومونيكاتيونس، أكسيوم، ستيفنس، وجامعة أركنسو للعلوم الطبية، هيفر إنترناشونال، مؤسسة كلينتون، مؤسسة روز القانونية. هناك شركات كبيرة أخرى، مثل داسو فالكون جت و إل إم لطاقة الرياح لديها أعمال كبيرة في المدينة. حكومة الولاية هي أكبر مصدر للوظائف، مع وجود العديد من المكاتب في وسط مدينة ليتل روك. هناك طريقان سريعان بين الولايات، الطريق السريع 30 والطريق السريع 40، يلتقيان في ليتل روك، مع ميناء ليتل روك الذي يقدم خدمات الشحن النهري.

## توأمة
لليتل روك (أركنساس) اتفاقيات توأمة مع كل من:
- باتشوكا
- كاوهسيونغ
- هانام
- تشانغتشون
- رغوس
- مونس
- سامسون
- Grandrieu [الإنجليزية]‏

## أعلام
- تشيلسي كلينتون
- روي شايدر
- سام والتون
- جوش لوكاس
- بن مودي
- بيل هيكس
- دوغلاس ماكارثر
- جوي لورين آدمز
- ديزي بيتس

## وصلات خارجية
- LittleRock.org – Official Website